# Alejandro Albor
Alejandro Albor (ur. 13 stycznia 1964) – amerykański niepełnosprawny kolarz. Srebrny i brązowy medalista paraolimpijski z Pekinu w 2008 roku.

## Medale Igrzysk Paraolimpijskich

### 2008
- – Kolarstwo – wyścig uliczny – HC C
- – Kolarstwo – trial na czas – HC C

### 2004
- – Kolarstwo – wyścig uliczny – HC B/C